# Vedelago
Vedelago är en ort och kommun i provinsen Treviso i regionen Veneto i Italien. Kommunen hade 16 803 invånare (2018).